# Caterina Cavalieri
Caterina Maddalena Giuseppa Cavalieri (nata Katharina Magdalena Josepha Cavalier; Vienna, 11 marzo 1755 – Vienna, 30 giugno 1801) è stata un soprano austriaco.

## Biografia
Caterina Cavalieri è stata un soprano di grande talento e anche musa ispiratrice di compositori. Era figlia del musicista e direttore d'orchestra Joseph Cavalier ed è nota, in particolare, per aver interpretato il ruolo di Konstanze alla prima rappresentazione de Il ratto dal serraglio di Mozart, il 16 luglio 1782. È stata anche l'interprete di Donna Elvira, nella edizione del Don Giovanni di Mozart e Da Ponte, che andò in scena a Vienna, il 7 maggio 1788.
Prese lezioni di canto dal compositore Antonio Salieri, che era direttore musicale dell'opera italiana a Vienna e che è stato il Maestro di molti musicisti, anche famosi. Salieri chiamò Caterina Cavalieri a interpretare ruoli, nelle opere da lui scritte. 

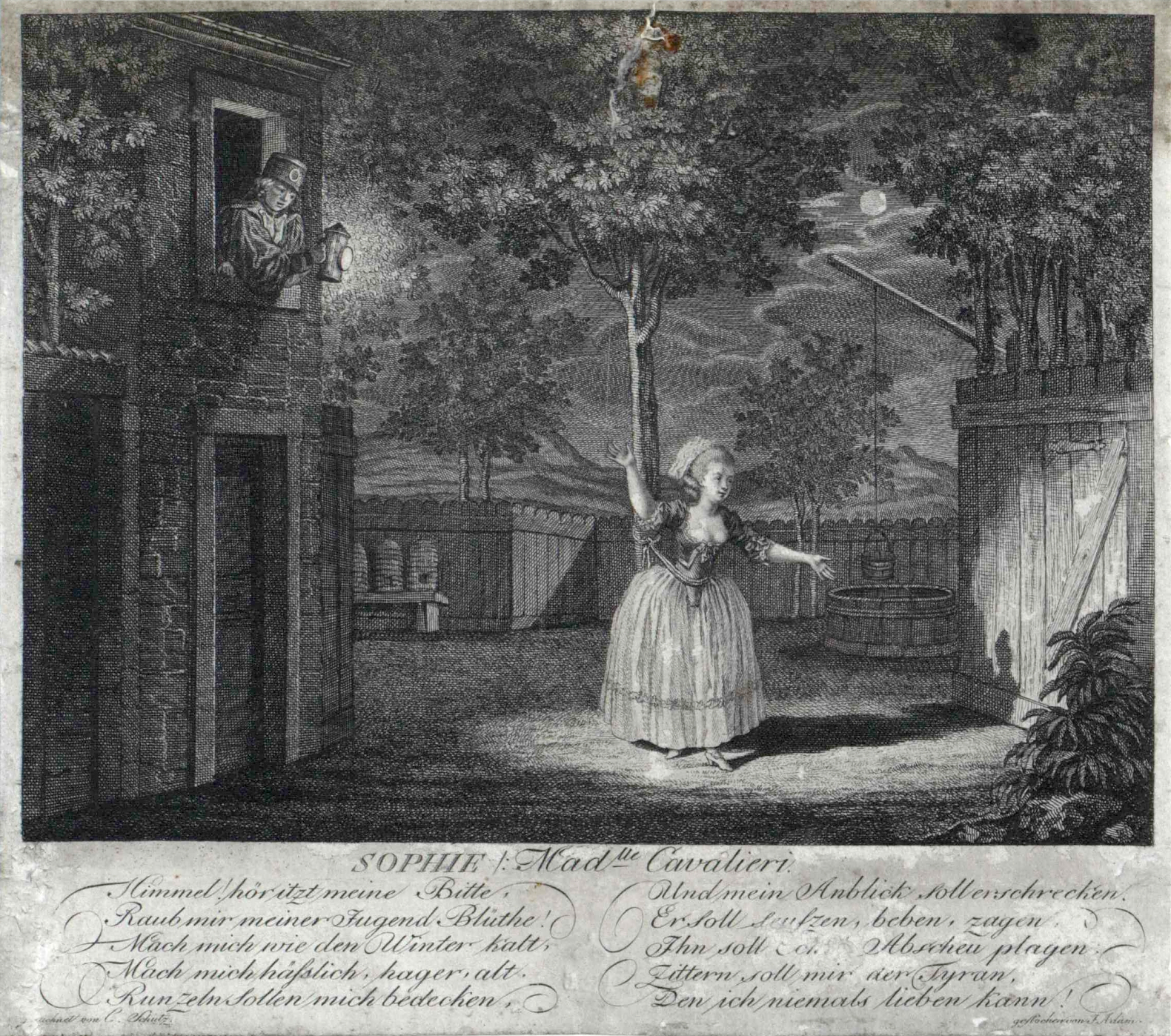
Caterina Cavalieri, in Bergknappen, 1779

Caterina Cavalieri debuttò nel 1775, nell'opera comica La finta giardiniera di Pasquale Anfossi. Per sfruttare le sue doti di virtuosa e la sua grazia sulla scena, Salieri costruì su lei il ruolo di Nannette, nell'opera buffa Lo spazzacamino, ossia Gli indispensabili traditori delle Loro Signorie per tornaconto.
Intorno al 1790 Caterina Cavalieri, gradatamente, diradò le recite e si ritirò completamente  dalle scene il 1º marzo 1793. Non si sposò mai e morì a Vienna, all'età di 46 anni.

## Riferimenti nella cultura di massa
Nel film Amadeus, di Miloš Forman del 1984, la figura di Caterina Cavalieri è interpretata dall'attrice Christine Ebersole.